# فرنچ ریور، انتاریو
فرنچ ریور، انتاریو (به انگلیسی: French River, Ontario) یک منطقهٔ مسکونی در کانادا است که در بخش سادبری واقع شده‌است. فرنچ ریور ۲٬۶۶۲ نفر جمعیت دارد.